# Джонс (округ, Айова)
Шаблон:StateAbbr_ 42°07′12″ пн. ш. 91°08′05″ зх. д. / 42.12° пн. ш. 91.134722222222° зх. д.
Округ  Джонс (англ. Jones County) — округ (графство) у штаті  Айова, США. Ідентифікатор округу 19105.

## Історія
Округ утворений 1837 року.

## Демографія
За даними перепису 
2000 року 
загальне населення округу становило 20221 осіб, зокрема міського населення було 8854, а сільського — 11367.
Серед мешканців округу чоловіків було 10558, а жінок — 9663. В окрузі було 7560 домогосподарств, 5301 родин, які мешкали в 8126 будинках.
Середній розмір родини становив 2,95.
Віковий розподіл населення поданий у таблиці:
| Стать    | До 15 років | 15-21 | 22-29 | 30-39 | 40-49 | 50-65 | 65-85 | Понад 85 |
| -------- | ----------- | ----- | ----- | ----- | ----- | ----- | ----- | -------- |
| Чоловіки | 2028        | 956   | 1104  | 1741  | 1791  | 1621  | 1200  | 117      |
| Жінки    | 1934        | 853   | 755   | 1288  | 1397  | 1554  | 1550  | 332      |

## Суміжні округи
- Дюб'юк — північний схід
- Джексон — схід
- Клінтон — південний схід
- Седар — південь
- Лінн — захід
- Делавер — північний захід

## Виноски
1. ↑  U.S. Decennial Census. United States Census Bureau. Архів оригіналу за 26 квітня 2015. Процитовано 18 липня 2014.
2. ↑  Historical Census Browser. University of Virginia Library. Архів оригіналу за 11 серпня 2012. Процитовано 18 липня 2014.
3. ↑  Population of Counties by Decennial Census: 1900 to 1990. United States Census Bureau. Архів оригіналу за 22 квітня 2014. Процитовано 18 липня 2014.
4. ↑  Census 2000 PHC-T-4. Ranking Tables for Counties: 1990 and 2000 (PDF). United States Census Bureau. Архів оригіналу (PDF) за 18 грудня 2014. Процитовано 18 липня 2014.
5. ↑  State & County QuickFacts. United States Census Bureau. Архів оригіналу за 7 червня 2011. Процитовано 18 липня 2014.(англ.) Наведено за англійською вікіпедією.
6. ↑  American FactFinder. Бюро перепису населення США. Архів оригіналу за 21 травня 2008. Процитовано 31 січня 2008.

| США | Це незавершена стаття з географії США. Ви можете допомогти проєкту, виправивши або дописавши її. |